# Championnats du monde d'escalade 1999
Navigation
Édition précédente Édition suivante
Les Championnats du monde d'escalade 1999 se sont tenus à Birmingham, au Royaume-Uni, le 3 décembre 1999.

## Podiums

### Hommes
| Épreuves   | Or                        | Argent                     | Bronze                  |
| ---------- | ------------------------- | -------------------------- | ----------------------- |
| Difficulté | Italie Bernardino Lagni   | Japon Yuji Hirayama        | Ukraine Maksym Petrenko |
| Vitesse    | Ukraine Vladimir Zakharov | Russie Vladimir Netsvetaev | Russie Alexei Gadeev    |

### Femmes
| Épreuves   | Or                     | Argent                  | Bronze                         |
| ---------- | ---------------------- | ----------------------- | ------------------------------ |
| Difficulté | France Liv Sansoz      | Belgique Muriel Sarkany | États-Unis Elena Ovtchinnikova |
| Vitesse    | Ukraine Olga Zakharova | Ukraine Olena Ryepko    | Russie Natalia Novikova        |